# Тони Голдвин
Ентони Хауард Голдвин (енгл. Anthony Howard Goldwyn; Лос Анђелес, Калифорнија, 20. маја 1960), познатији као Тони Голдвин (енгл. Tony Goldwyn), амерички је филмски, телевизијски, позоришни глумац и редитељ. Најпознатији по улози Карла Брунера, антагонисте у филму Дух из 1990. године, за који је био номинован за награду Сатурн (1991) као најбољи глумац, и као Фицералд Грант, председник Сједињених Држава, у ТВ серији Шонде Рајмс Скандал (2012).

## Биографија
Рођен у Лос Анђелесу, у Калифорнији, у породици синеаста, Тони је син глумице Џенифер Хауард и продуцента Самјуела Голдвина мл. Деда и бака по оцу су глумица Франсис Хауард и филмски могул Самјуел Голдвин. Деда и бака с мајчине стране су сценариста Сидни Хауард (Прохујало са вихором) и глумица Клер Ејмс. Глумац је студирао на колеџу „Хамилтон“ у Клинтону и на Универзитету Брандеј, где је дипломирао на визуелним уметностима. Поред тога, студирао је на Лондонској академији за музику и драмске уметности.
Током плодне каријере појавио се у мањим или већим улогама у филмовима Петак тринаести 6: Џејсон живи, Досије пеликан, Никсон, Пољуби девојке, Дизнијевом анимираном филму Тарзан, Шести дан, Последњи самурај, римејку филма Вес Крејвена Последња кућа са леве стране, Другачија и многим другим.
Голдвин је ожењен продуценткињом Џејн Маски, са којом има две кћери. 